# Längenfeldgasse

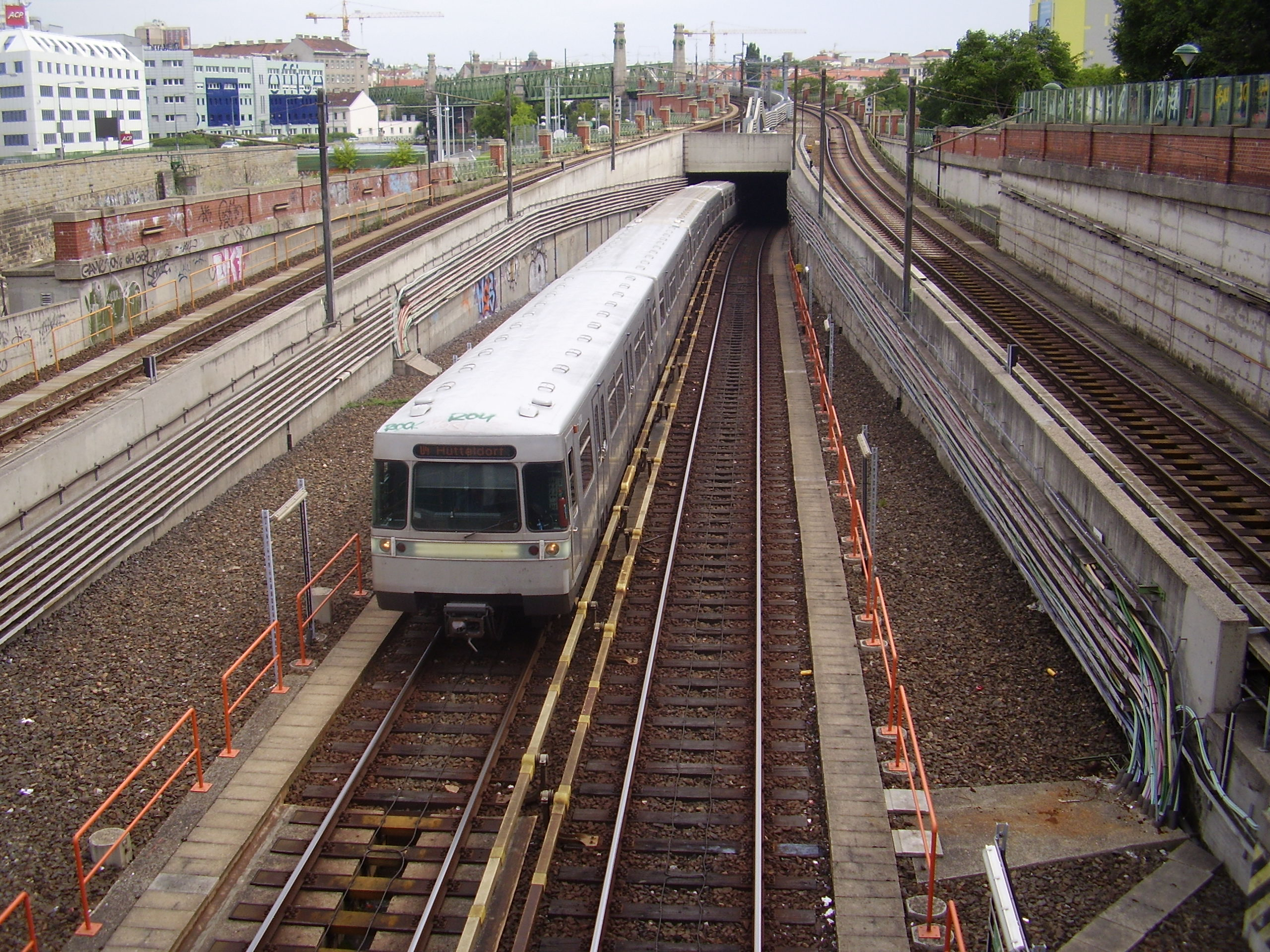
Pociąg linii U4 wjeżdżający na Längenfeldgasse

Längenfeldgasse – ulica w Wiedniu w dzielnicy Meidling. Znajduje się na niej stacja metra o takiej samej nazwie. Przebiegają tutaj linie U4 i U6. Jest to jedyna stacja w Wiedniu, na której na jednym peronie zbiegają się dwie linie metra.